# 1370 км (зупинний пункт)
1370 кіломе́тр — залізничний пасажирський зупинний пункт Кримської дирекції залізничних перевезень Придніпровської залізниці.
Розташований неподалік від села Ізумрудне Джанкойського району АР Крим на лінії Федорівка — Джанкой між станціями Солоне Озеро (18 км) та Джанкой (2 км).
Станом на серпень 2019 р. щодоби п'ять пар електропоїздів прямують за напрямком Солоне Озеро — Євпаторія/Сімферополь.